# 76 Dywizja Piechoty (Imperium Rosyjskie)
76 Dywizja Piechoty (ros. 76-я пех. дивизия) – rezerwowa dywizja piechoty Imperium Rosyjskiego, okresu działań zbrojnych I wojny światowej.
Powstała z 40 Dywizji Piechoty z Bobrujska (4 Korpus Armijny, 1 Armia).

## Struktura organizacyjna
Lipiec 1914:
- dowództwo dywizji
- 301 Bobrujski pułk piechoty
- 302 Surażski pułk piechoty - płk Kazimierz Chromiński
- 303 Sennenski pułk piechoty
- 304 Nowgorodzko-siewierski pułk piechoty - płk Siergiejew, pułk sformowany w Homlu, który brał udział w walkach o Osowiec